# Valerij Heletej
Valerij Viktorovytj Heletej (ukrainska: Валерій Вікторович Гелетей) en ukrainsk politiker och försvarsminister i Ukraina 3 juli – 12 oktober 2014.
Heletej blev avskedad av president Petro Porosjenko efter bara tre månader på posten som försvarsminister. Han lastades framförallt för nederlaget i Iljovajsk i slutet av augusti 2014 då minst 100 ukrainska soldater från armébataljonerna och frivilligbataljonerna dödades. Överlevande soldater beskyllde efteråt landets högsta försvarsledning, generalstaben och ytterst försvarsministern Heletej för det militära misslyckandet. Hans avgång två veckor före parlamentsvalet sågs därför som ett försök från regeringen Jatsenjuk att ta udden av kritiken mot arméns misslyckande i striderna mot de proryska separatisterna i östra Ukraina.
Heletej var tidigare president Petro Porosjenkos säkerhetschef.